# Wheeler (Oregon)
Pour les articles homonymes, voir Wheeler.
Wheeler est une municipalité américaine située dans le comté de Tillamook en Oregon.
Lors du recensement de 2010, sa population est de 414 habitants. Située sur la baie de Nehalem, la municipalité s'étend sur 0,51 mille carré (1,32 km2).
La localité est fondée en 1910 par Coleman H. Wheeler, qui y implante une scierie. Wheeler devient une municipalité le 11 juin 1913.